# کاترینا سادورسکا
کاترینا سادورسکا (اوکراینی: Катерина Садурська؛ زادهٔ ۱۹ ژوئیهٔ ۱۹۹۲) ورزشکار شنای موزون اهل اوکراین است.
وی در مسابقات کشوری و بین‌المللی در مجموع برندهٔ ۲ مدال طلا، ۵ مدال نقره، ۵ مدال برنز شده‌است.

## حرفه
وی همچنین یکی از شناگران موزون در المپیک تابستانی ۲۰۱۶ بوده‌است.